# Сесал
Сесал (фр. Cessales) је насеље и општина у јужној Француској у региону Миди Пирене, у департману Горња Гарона која припада префектури Тулуз.
По подацима из 2011. године у општини је живело 126 становника, а густина насељености је износила 37,72 становника/km². Општина се простире на површини од 3,34 km². Налази се на средњој надморској висини од 225 метара (максималној 262 m, а минималној 186 m).

## Демографија
| 1962. | 1968. | 1975. | 1982. | 1990. | 1999. | 2011. |
| ----- | ----- | ----- | ----- | ----- | ----- | ----- |
| 102   | 122   | 137   | 134   | 159   | 130   | 126   |

График промене броја становника у току последњих година